# Departamento Carazo
Carazo ist ein Verwaltungsbezirk (Departamento) im Südwesten von Nicaragua. Die Hauptstadt ist Jinotepe. 
Das Departamento hat eine Fläche von 1.050 km² und eine Bevölkerungszahl von rund 180.000 Einwohnern (Berechnung 2006), was einer Bevölkerungsdichte von rund 171 Einwohnern/km² entspricht.
Das Departamento Carazo ist seinerseits wiederum in acht Municipios unterteilt:
1. Diriamba
2. Dolores
3. El Rosario
4. Jinotepe
5. La Conquista
6. La Paz de Carazo
7. San Marcos
8. Santa Teresa